# Божана Стойкова
Божана Стойкова е българска учителка, педагог, заслужил учител.
Родена е на 24 юни 1932 г. в с. Джурово, Софийско. Завършва Института за начални учители в гр. Враца. Започва да практикува учителската професия в родния си край от 1951 г. Учителства последователно в няколко селища Брусен, Джурово и Ябланица. От 1954 до 1960 г. е дружинен ръководител в училището в с. Лесидрен. През 1956 г. се омъжва за Сава Стойков. От учебната 1960-1961 г. се премества в Ловеч и започва работа в НОУ „Йосиф I” в гр. Ловеч. От 1965 г. до пенсионирането си през 1987 г. е начален учител в НОУ „Марко Иванов“ (днес „Христо Никифоров“) в Ловеч. През 2001 г. със съпруга си напускат града на люляците Ловеч и се завръщат в Лесидрен.
През различните години участва в много самодейни форми, в танцов състав в Лесидрен, в учителския хор на гр. Ловеч. Работи като учител-методист, дописник е на Окръжния вестник в Плевен в периода от 1957-1959 г. и на Окръжния вестник „Заря на комунизма“ гр. Ловеч.
В Държавен архив – Ловеч, се съхранява личен фонд на заслужилата учителка Божана Стойкова, дарен от нея на три пъти през периода 1983 до 1999 г. В него освен биографични материали има много документи от нейната творческа, служебна и обществена дейност. Съхранени са албуми по история и география, сценарии на различни училищни тържества, „Тетрадка с мечтите на учениците“ и „Тетрадка с най-хубавите преразкази и съчинения“.
През дългите години на професионалния си път тя е удостоена с редица отличия, между които Заслужил учител през 1982 г., Народен орден на труда – златен” – 1987 г., орден Орден Кирил и Методий – трета степен през 1962 г. Във връзка с нейната 80-годишнина тя бе удостоена със златна значка на община Ловеч.